# Axel Rodrigues de Arruda
Axel Rodrigues de Arruda, född 9 januari 1970, är en brasiliansk tidigare fotbollsspelare.
Axel spelade 1 landskamp för det brasilianska landslaget.